# Robin Anderson
Robin Anderson, née le 12 avril 1993 à Long Branch, est une joueuse américaine de tennis.

## Carrière
Robin Anderson a débuté sur le circuit professionnel en 2011.
En novembre 2021, elle atteint sa première finale en catégorie WTA 125 lors du tournoi de Midland qu'elle perd face à sa compatriote Madison Brengle.

## Palmarès

### Finale en simple en WTA 125
| No | Date       | Nom et lieu du tournoi      | Catégorie | Dotation  | Surface    | Vainqueure      | Score    |          |
| -- | ---------- | --------------------------- | --------- | --------- | ---------- | --------------- | -------- | -------- |
| 1  | 01-11-2021 | Dow Tennis Classic, Midland | WTA 125   | 115 000 $ | Dur (int.) | Madison Brengle | 6-2, 6-4 | Parcours |

## Parcours en Grand Chelem

### En simple dames
| Année | Open d'Australie | Open d'Australie   | Internationaux de France | Internationaux de France | Wimbledon | Wimbledon         | US Open | US Open               |
| ----- | ---------------- | ------------------ | ------------------------ | ------------------------ | --------- | ----------------- | ------- | --------------------- |
| 2016  | —                | —                  | Q1                       | Miyu Kato                | Q2        | Zhu Lin           | Q1      | Ekaterina Alexandrova |
|       |                  |                    |                          |                          |           |                   |         |                       |
| 2019  | —                | —                  | Q2                       | Julia Glushko            | Q1        | Tamara Korpatsch  | Q2      | Nicole Gibbs          |
| 2020  | Q1               | Storm Sanders      | Q1                       | Wang Xinyu               | Annulé    | Annulé            | —       | —                     |
| 2021  | Q2               | Liudmila Samsonova | Q1                       | Ana Konjuh               | Q1        | Wang Xinyu        | Q2      | Gabriela Talabă       |
| 2022  | 1er tour (1/64)  | Samantha Stosur    | Q1                       | Donna Vekić              | Q2        | Katarina Zavatska | Q1      | Nastasja Schunk       |
| 2023  | Q1               | Séléna Janicijevic | —                        | —                        | —         | —                 | —       | —                     |

N.B. : à droite du résultat se trouve le nom de l'ultime adversaire.

## Classements WTA en fin de saison
| Année          | 2011 | 2012 | 2013 | 2014 | 2015 | 2016 | 2017 | 2018 | 2019 | 2020 | 2021 | 2022 | 2023 | 2024 |
| Rang en simple | 640  | –    | 466  | –    | 319  | 236  | 296  | 288  | 163  | 201  | 170  | 191  | 473  | 268  |
| Rang en double | 1229 | –    | 325  | –    | 440  | 330  | 503  | 432  | 190  | 187  | 193  | 456  | 225  | 319  |

Source : (en) Classements de Robin Anderson sur le site officiel de la Fédération internationale de tennis